# Pilar Salcedo Martínez
Pilar Salcedo Martínez (Cazorla, 7 de febrero de 1927, Madrid, 27 de junio de 2015) fue una periodista, escritora, guionista de Radio Nacional de España, primera directora de Telva y profesora de redacción periodística en la Universidad Complutense de Madrid.

## Primeros años y formación
Pilar Salcedo fue la menor de cinco hijos del matrimonio Salcedo-Martínez. Su padre Agustín Salcedo Cano era Magistrado e hijo de Agustín Salcedo Romo de Oca, un médico forense originario de Vejer de la Frontera que llegó a Cazorla como médico contratado por la Diputacion Provincial de Jaén para combatir el cólera en 1885. Su madre, Micaela Martínez, era original de Cazorla. Su padre ocupó varios cargos como juez, incluyendo Juez de Instrucción y de 1ª Instancia de Jarandilla en la provincia de Cáceres y más tarde en las providencias de Almería y Murcia. Pilar creció durante las reubicaciones de la familia en estas ciudades y completó sus estudios de secundaria allí antes del traslado definitivo a Madrid para ir a la universidad.

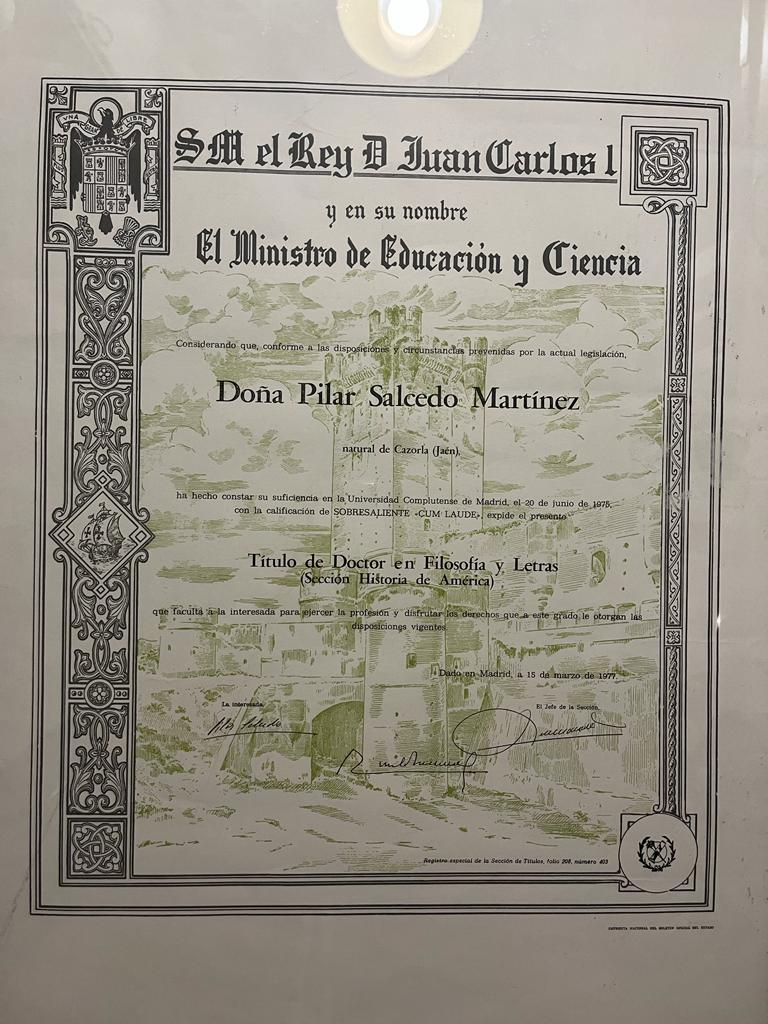
Calificación de sobresaliente CUM LAUDE en el doctorado de Pilar Salcedo Martinez

Estudio Filosofía y Letras, en la Universidad Complutense de Madrid, de donde se licenció en 1950 y en 1975 obtuvo su doctorado en la sección de Historia de América con calificación de sobresaliente “Cum Laude”[cita requerida] . Durante su último año de licenciatura, en 1949, se unió al Opus Dei como miembro numerario. Colaboró durante varios años en el trabajo de asesoría en Roma y fue nombrada su directora regional en Colombia en 1956, donde permaneció unos años.  En la historia del Opus Dei en Colombia se establece que sus primeras mujeres llegaron por el puerto de Cartagena en 1954 para posteriormente dirigirse a Bogotá y desde allí la expansión continuó en 1958 hacia otras regiones de Colombia.

## Actividad profesional
Pilar fue secretaria y profesora del Instituto de Periodismo de la Universidad de Navarra. Trabajó en la prensa desde 1953. Lanzó la revista Ama en 1959, en la que figuró como directora hasta su marcha a la Universidad Complutense en calidad de profesora.  En su artículo "Las pequeñas heroínas que entretejen la vida", Andrea Momoitio cuenta que entre 1959 y 1989, las amas de casa tenían su propia revista, Ama. Su primer director, Jesús María Zuloaga, explica que trabajó con periodistas de renombre en esa época y menciona entre ellas a Pilar Salcedo, quien más tarde se convirtió en directora de Telva. Efectivamente, Pilar Salcedo colaboró en Ama como redactora desde su fundación en 1959  hasta 1963, con artículos como "Respuesta a una muchacha", "Esa vida que corre" y "Los que vivimos en los pueblos", entre otros. Adicionalmente, Pilar escribió numerosos trabajos y ensayos sobre “La prensa femenina”, “El lenguaje de las masas”, “Presente y futuro de la mujer en España” “La mujer sola, un problema social “La mujer en su humana totalidad” “Ética profesional y “Teología de la Opinión Publica”. Durante 1960 realizó una importante encuesta sobre la juventud en aquellos momentos que fue ampliamente comentada en la prensa y TV.Sin embargo, la principal tarea profesional de Pilar sería la creación de Telva.
Pilar Salcedo creó Telva junto a profesionales como Covadonga O'Shea, su primera subdirectora. Pilar Salcedo ocupó el cargo de directora de Telva desde su fundación en octubre de 1963 hasta 1970. Sin embargo, abandonó la dirección debido a diferencias progresivas con la dirección del Opus Dei.
A principios de la década de 1960, aprobó las oposiciones para trabajar en Radio Nacional de España (RNE) donde realizó trabajos de investigación sobre comunicación y lenguaje de masas. En RNE, desempeñó el cargo de redactora y fue locutora de un programa matinal diario dirigido especialmente a las mujeres. Más adelante, se convirtió en guionista del programa "Gente hoy", dirigido por Maruja Callaved y presentado por Mari Cruz Soriano. También participó como redactora en el programa "Vamos a la mesa" (1967), el primer programa de cultura gastronómica en televisión dirigido por Callaved. Además, fue profesora de Redacción Periodística en la Universidad Complutense de Madrid.
En la década de 1990, Pilar asumió la dirección de dos nuevas revistas: "Nueva" y "Amiga", ambas patrocinadas por la editorial Rizzoli International Publications Inc. Estas revistas abordaban temas relacionados con el estilo de vida, la moda y la cultura.

## Pensamiento
A lo largo de su trayectoria, Pilar defendió la idea de que las mujeres podían tener éxito tanto profesional como personalmente. Su paso por la Renovación Carismática Católica, donde fue directora adjunta desde el 1989 y posteriormente directora hasta el 2005, le permitió poner en práctica su visión periodística y su deseo de influir cristianamente en la sociedad civil. A través de sus artículos en la Revista Nuevo Pentecostés, como "Nuestra Olimpiada Particular", "Hablar bien de nosotros" y "Creced", Pilar buscaba transmitir mensajes positivos y promover los valores cristianos.  En 2010 creó una página de Facebook y el blog, «¿Dónde los Hombres?» en 2011 bajo los seudónimos de María Romo de Oca y Micaela Bastidas, respectivamente, donde publicó de forma periódica artículos y opiniones.
Antes de su fallecimiento, intentó crear una fundación en nombre de su padre, pero no pudo llevar a cabo el proyecto. En su testamento, nombró heredero universal al Centro Académico Romano Fundación (CARF), con el objetivo de destinar su legado a la formación de nuevos seminaristas y sacerdotes.

## Libros de Pilar Salcedo
Pilar Salcedo ha escrito diferentes libros:
- Agenda 1963 (1962).
- El pan de la palabra (1970).
- Flores en el hogar (1995).
- Un Sagrario en mi vida (2005).